# Большая Слобода (Псковская область)
Большая Слобода — деревня в Новоржевском районе Псковской области России. Входит в состав Вехнянской волости.
Численность населения по состоянию на конец 2000 года составляла 45 человек.
Находится в центре области и расположена на левом берегу реки Льста, в 9 км к северу от города Новоржев.

## История
С 2005 до 2015 года деревня входила в Оршанскую волость.

## Население
| 2001 | 2002 | 2010 |
| ---- | ---- | ---- |
| 45   | ↗50  | ↘40  |